# Стаята
„Стаята“ (на английски: The Room) е американски независим филм от 2003 г. на режисьора Томи Уайзоу. В основата му е мелодраматичен любовен триъгълник, в който са дружелюбният банкер Джони (Томи Уайзоу), манипулативната му годеница Лиса (Джулиет Даниел) и най-добрият му и объркан приятел Марк (Грег Сестеро). Значителна част от филма включва няколко второстепенни сюжетни линии, които така и не са завършени, водещи до нелогичната му структура.
Редица публикации описват „Стаята“ като един от най-лошите филми, правени някога. Уайзоу ретроспективно определя филма като черна комедия, но публиката и критиците го считат за несполучлива драма. Рос Морин, преподавател по филмова теория в университета „Сейнт Клауд“ в Минесота, нарича „Стаята“ "„Гражданинът Кейн“ на лошите филми".
Мемоарът на Сестеро, озаглавен „Катастрофалният артист“, е написан с помощта на Том Бисъл и публикуван през 2013 г. На 1 декември 2017 г. излиза филм със същото заглавие, базиран на книгата. Режисурата и главната роля се изпълняват от Джеймс Франко. И книгата, и филмът, са посрещнати с положителни рецензии от критиците.